# Zahedan International Airport
Zahedan International Airport är en flygplats i Iran.   Den ligger i provinsen Sistan och Baluchistan, i den östra delen av landet, 1 100 km sydost om huvudstaden Teheran. Zahedan International Airport ligger 1 391 meter över havet.
Terrängen runt Zahedan International Airport är huvudsakligen platt, men åt nordost är den kuperad. Runt Zahedan International Airport är det glesbefolkat, med 18 invånare per kvadratkilometer. Närmaste större samhälle är Zahedan, 4,8 km nordväst om Zahedan International Airport. Trakten runt Zahedan International Airport är ofruktbar med lite eller ingen växtlighet.